# Chlef (provins)

Chlefs provins i Algeriet

Chlef (arabiska ولاية الشلف) är en provins (wilaya) i norra Algeriet. Provinsen har 1 013 718 invånare (2008). Chlef är huvudort.

## Administrativ indelning
Provinsen är indelad i 13 distrikt (daïras) och 35 kommuner (baladiyahs).